# Cuth Harrison
Thomas Cuthbert Harrison (6 de julho de 1906 – 21 de janeiro de 1981) foi um automobilista britânico nascido na Inglaterra que participou dos Grandes Prêmios da Inglaterra, Mônaco e Itália de Fórmula 1 em 1950.